# Pericoma drepanatum
Pericoma drepanatum är en tvåvingeart som beskrevs av Satchell 1950. Pericoma drepanatum ingår i släktet Pericoma och familjen fjärilsmyggor. Inga underarter finns listade i Catalogue of Life.